# Douze Dieux (Grèce antique)
Les Douze Dieux (hoi dōdeka theoi), ou « les Douze » (hoi dōdeka) , sont un groupe de divinités qui disposent d'un culte collectif dans plusieurs cités de la Grèce antique, dans un sanctuaire appelé Dodekatheon. Sa composition varie, mais on y retrouve généralement les principales divinités grecques. 
Par la suite et de nos jours, la notion de douze divinités grecques a fini par désigner les divinités grecques majeures réunies autour de Zeus, aussi surnommées « divinités olympiennes ».

## Historique
Pour autant que l'on puisse la repérer, cette notion d'un groupe de douze dieux se met progressivement en place à partir de la fin du VIIIe siècle av. J.-C., parmi les tentatives de mettre en ordre le monde divin (qui se retrouve aussi dans les théogonies et généalogies divines), dans la poésie et aussi dans le culte. Chez Homère déjà les grands dieux dirigés par Zeus forment par moments un groupe de douze (Iliade, XX, 33-40) ; ailleurs ils sont seulement dix (Iliade, XX, 67-74). L'idée qu'il y a un groupe de douze divinités majeures apparaît clairement dans la seconde moitié du VIe siècle av. J.-C. et au suivant. Elle transparaît dans l’Hymne homérique à Apollon (l. 128) et chez Pindare (Olympiques, X, 49). Un culte aux Douze Dieux est instauré sur l'agora d'Athènes à l'époque de la tyrannie de Pisistrate (Autel des Douze Dieux d'Athènes, v. 522/1 ; d'après Thucydide), et la frise des Panathénées qui orne par la suite (v. 440-435) le Parthénon présente un groupe de douze dieux. L'autre lieu de culte où un groupe de douze dieux semble émerger vers la même époque est Olympie. Des sanctuaires aux Douze Dieux se retrouvent ailleurs aux périodes suivantes (Délos, Kos, etc.), peut-être à l'exemple d'Athènes et d'Olympie. Hérodote (Enquête, II, 4) dit que le fait de distinguer douze divinités majeures vient des Égyptiens. Avec Platon, puis au milieu du IIIe siècle av. J.-C., l'idée d'un groupe de douze dieux à vénérer prioritairement semble bien ancrée dans les mentalités. Ce chiffre a sans doute un aspect symbolique (Platon le met en rapport avec les mois de l'année), mais sa signification n'est pas claire,,.

## Une composition variable
Dans une étude fondamentale sur les Douze Dieux, le philologue classiciste allemand Otto Weinreich avait établi une liste « canonique » de douze divinités « olympiennes » reposant autour de six paires associant chacune un dieu à une déesse : Zeus-Héra, Poséidon-Déméter, Apollon-Artémis, Arès-Aphrodite, Hermès-Athéna, Héphaistos-Hestia. Des études postérieures, notamment celles de C. Long et S. Georgoudi, ont montré qu'il n'y avait en fait pas de telle liste canonique, mais plusieurs configurations,.
La composition du groupe (quand elle est donnée par des sources antiques) est en effet mouvante, malgré la présence de figures toujours mentionnées (Zeus, Héra, Poséidon, Athéna, Hermès, Apollon, Artémis) : Homère inclut Xanthe et Létô dans son groupe de douze divinités, mais ils sont absents des listes suivantes ; Hestia est souvent incluse dans le groupe, mais sur la frise des Panathénées elle est remplacée par Dionysos ; à Olympie il est également présent, aux côtés des Charites (qui comptent pour une divinité), d'Alphée, de Kronos et de Rhéa ; à Kos on trouve Hécate et pas Hestia. Et il faut attendre Claude Élien, au IIe – IIIe siècle de notre ère, pour que les Douze Dieux soient qualifiés d'« Olympiens » comme on le fait à l'époque moderne,,,.
Exemples dans la littérature et l'art :
- Douze Dieux à Olympie (d'après Hérodore d'Héraclée, cité dans deux scholies à Pindare) :  Zeus (ou Zeus Olympien) et Poséidon, Héra et Athéna, Hermès et Apollon, les Charites et Dionysos, Artemis et Alphée, Cronos et Rhéa[7].
- Kyathos à figures noires de Lydos l'esclave (c. 530-520 av. J.-C.) (Douze Dieux athéniens ?) : Zeus-Nikè/Hébé/Iris(?), Héphaïstos-Aphrodite, Héraclès-Athéna, Dionysos-Hermès, Poséidon-Déméter/Aphitrite(?), Arès-Héra/Hestia(?)[8],[9].

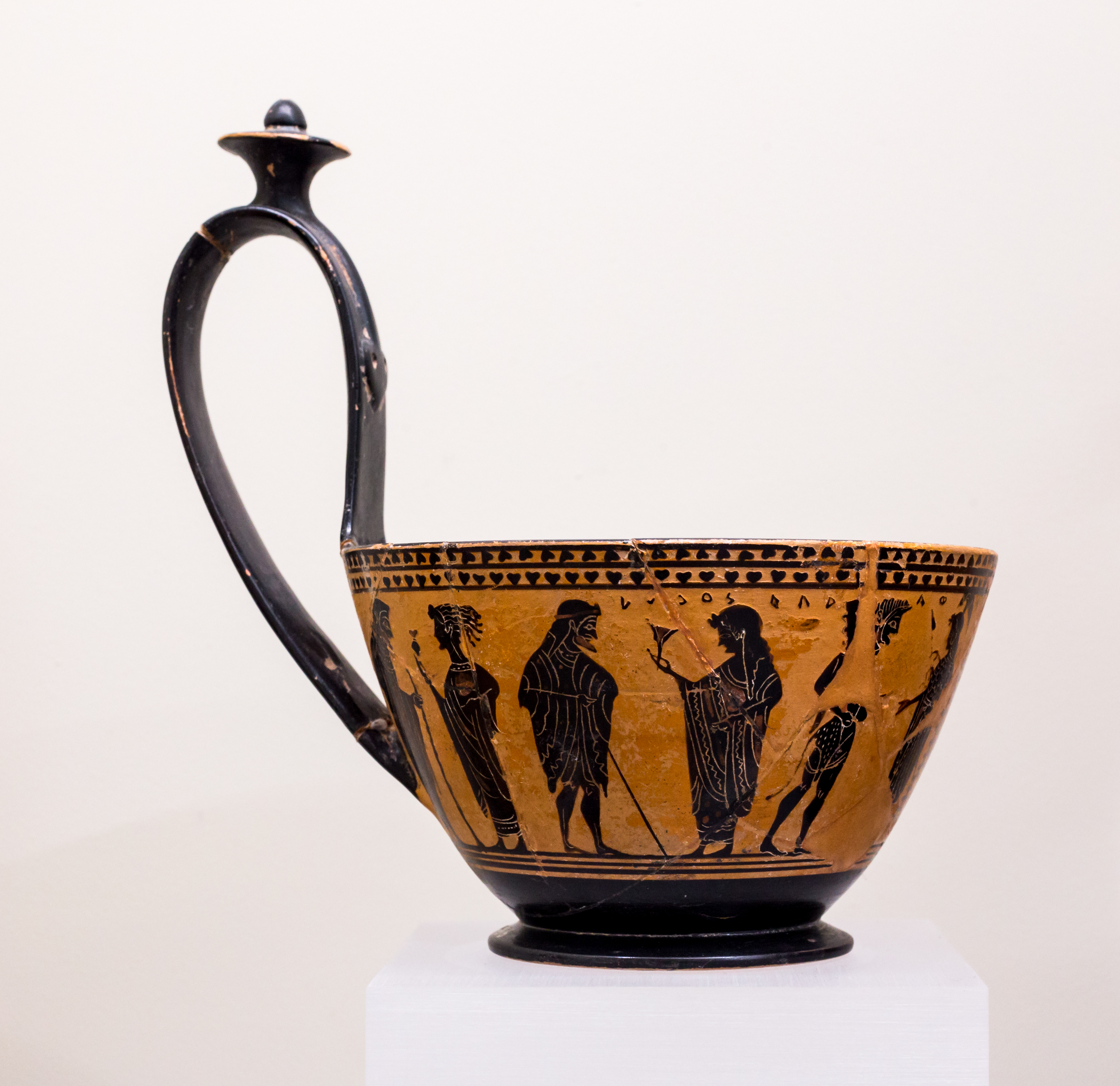
Kyathos de Lydos l'esclave, fabrication athénienne mise au jour à Vulci (Italie). Musée national étrusque de la villa Giulia.

- Frise orientale du Parthénon d'Athènes (c. 442-437 av. J.-C.) : à gauche : Hermès, Dionysos, Déméter, Arès, (Nikè ou Iris), Héra, Zeus ; à droite : Athéna, Héphaïstos, Poséidon, Apollon, Artémis, Aphrodite[10].
- Délos, fragments de statues liées à des inscriptions sur les Douze, liste incomplète (sept sur douze) (v. 500 av. J.-C.) : Apollon, Artémis et Létô ; Athéna, Zeus et Héra ; une déesse non identifiée[11].

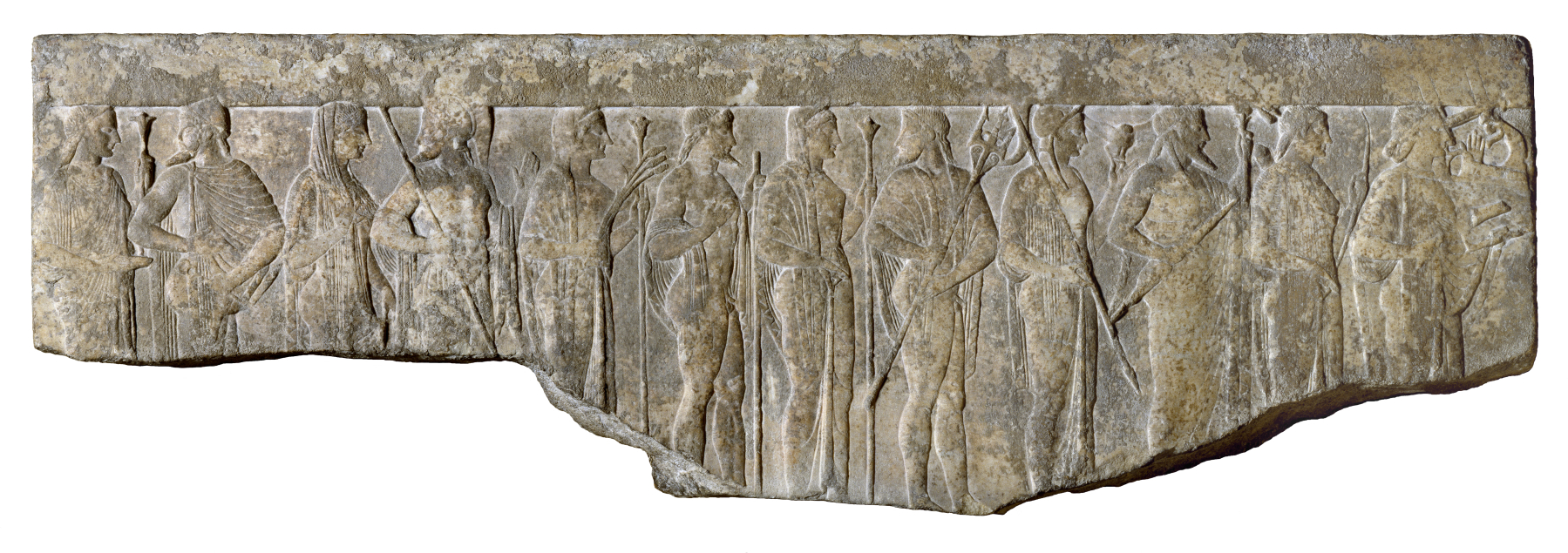
Procession d'un groupe de douze divinités grecques, de gauche à droite : Hestia, Hermès, Aphrodite, Arès, Déméter, Héphaïstos, Héra, Poséidon, Athéna, Zeus, Artémis et Apollon. Bas-relief archaïsant, d'époque classique[12] ou hellénistique (Ier siècle av. J.-C. au Ier siècle apr. J.-C.)[13]. Walters Art Museum.

### Religion et divinités grecques
- Pierre Lévêque et Louis Séchan, Les grandes divinités de la Grèce, Paris, Armand Collin, 1990 (1re éd. 1966)
- Pierre Sineux, Qu'est-ce qu'un dieu grec ?, Paris, Klincksieck, 2006
- (en) Jennifer Larson, Understanding Greek Religion : A Cognitive Approach, Oxon, Routledge, 2016, p. 23-31

### Douze Dieux
- Ernest Will, « Dodékathéon et Panthéon », Bulletin de Correspondance Hellénique, vol. 75,‎ 1951, p. 233-246 (lire en ligne)
- (en) Charlotte R. Long, Twelve gods of Greece and Rome, Leyde, Brill, 1987 (lire en ligne)
- Stella Georgoudi, « Les Douze Dieux des Grecs : variations sur un thème », dans Stella Georgoudi et Jean-Pierre Vernant (dir.), Mythes grecs au figuré, de l'antiquité au baroque, Paris, Gallimard, 1996, p. 43-80
- Stella Georgoudi, « Les Douze dieux et les autres dans l’espace cultuel grec », Kernos,‎ 1998, p. 73-83 (lire en ligne)
- (en) Ian Rutherford, « Canonizing the Pantheon: the Dodekatheon in Greek Religion and its Origins », dans Jan N. Bremmer et Andrew Erskine (dir.), The Gods of Ancient Greece: Identities and Transformations, Édimbourg, Edinburgh University Press, 2010, p. 43-54
- Gabriella Pironti, « Schêmat’Olumpou ? De la société des dieux aux configurations de puissances divines », dans Corinne Bonnet et al. (dir.), Puissances divines à l’épreuve du comparatisme. Constructions, variations et réseaux relationnels, Turnhout, Brepols, 2017 (lire en ligne), p. 89-105 (en particulier p. 98-103)